# Art Stratton
Arthur Stratton (Winnipeg, 8 ottobre 1935) è un ex hockeista su ghiaccio e allenatore di hockey su ghiaccio canadese.
Nel corso della propria carriera giocò in National Hockey League ma soprattutto in American Hockey League, al punto da essere inserito nel 2015 nella AHL Hall of Fame.

## Carriera
Stratton iniziò a giocare a hockey nella lega giovanile del Manitoba con i Winnipeg Barons per due stagioni, mentre nel 1955 si trasferì nella Ontario Hockey Association vestendo la maglia dei St. Catharines Teepees. Dopo una prima brevissima esperienza in American Hockey League Stratton trascorse i primi due anni da professionistica con squadre di secondo piano, mentre nella stagione 1958-1959 disputò l'intera stagione con i Cleveland Barons.
Le sue prestazioni positive lo portarono a firmare un contratto con i New York Rangers, franchigia con cui esordì in National Hockey League all'inizio del 1960. Nei due anni con l'organizzazione dei Rangers Stratton giocò soprattutto in AHL con gli Springfield Indians e in EPHL. Nel 1961 passò ai Buffalo Bisons, entrando per la prima volta nel First All-Star Team e conquistando la Calder Cup del 1963. Nel corso di quella stagione il 17 marzo stabilì un record AHL grazie a nove assist forniti nel successo per 11-2 sui Pittsburgh Hornets.
Dopo una stagione trascorsa con l'organizzazione dei Detroit Red Wings nel 1964 Stratton tornò in quella dei Chicago Blackhawks. Nelle tre stagioni successive vinse altrettanti sia il titolo di capocannoniere sia quello di MVP della lega, una stagione in AHL e due in Central Hockey League con i St. Louis Braves.
Rimasto senza un contratto nel 1967 Stratton fu selezionato durante l'NHL Expansion Draft dai Pittsburgh Penguins, una delle sei nuove franchigie della National Hockey League. La stagione 1967-1968 fu l'unica trascorsa interamente in NHL della sua carriera, inclusa una breve esperienza con i Philadelphia Flyers.
Proseguì la sua carriera rimanendo nelle leghe minori continuando a risultare uno dei giocatori più prolifici della categoria sia nella WHL che in AHL. Dopo aver vestito le maglie dei Seattle Totems e dei Virginia Wings a trentotto anni di età vinse il secondo Les Cunningham Award con i Rochester Americans.
Nella stagione 1974-1975 fu scelto alla guida dei Syracuse Eagles, ma a causa delle scarse prestazioni della squadra a metà stagione ritornò a giocare sempre in AHL con i Richmond Robins. Concluse la sua carriera nel 1976 dopo una stagione con gli Hampton Gulls nella Southern Hockey League, vincendo quell'anno il titolo di MVP. Per il suo contributo alla AHL nel 2015 Stratton entrò a far parte della AHL Hall of Fame.

## Palmarès

### Club
- Calder Cup: 1

Buffalo: 1962-1963

### Individuale
- AHL Hall of Fame: 1

2015
- John B. Sollenberger Trophy: 1

1964-1965 (109 punti)
- Les Cunningham Award: 2

1964-1965, 1973-1974
- AHL First All-Star Team: 3

1962-1963, 1963-1964, 1964-1965
- AHL Second All-Star Team: 1

1973-1974
- CPHL Most Valuable Player Award: 2

1965-1966, 1966-1967
- Capocannoniere della CHL: 2

1965-1966 (94 punti), 1966-1967 (90 punti)
- CPHL First All-Star Team: 2

1965-1966, 1966-1967
- SHL Most Valuable Player: 1

1975-1976
- SHL Second All-Star Team: 1

1975-1976